# مؤسسة القرض الحسن (مصر)
مؤسسة القرض الحسن إحدى المؤسسات التابعة لوزارة الأوقاف المصرية التي تقوم باعطاء القروض الحسنة في مصر.